# 탱크: 무적의 T34
《탱크: 무적의 T34》(러시아어: Танки)는 2019년 대한민국에서 개봉한 러시아의 액션 전쟁 영화이다.

## 줄거리
제2차 세계대전의 놀라운 실화. 독일군과의 대치 중 점점 더 수세에 몰리던 러시아는 지금껏 숨겨왔던 최후의 보루를 꺼낸다. 바로 현존하는 최강의 무기 탱크 T34! 이제 탱크 T34의 무자비한 공격이 세계대전의 판도를 바꾼다.

## 배역
주연
- 안드레이 메르즈리킨 - 미하일 역
- 아글라야 타라소바
- 매트 라인하르트

조연
- 세르게이 체트베르트코프
- 안톤 필리펜코